# Афанасьев, Вячеслав Алексеевич
Вячеслав Алексеевич Афанасьев (эст. Vjatšeslav Aleksejevitš Afanasjev, 1859, Ливны — 12 июня 1942) — русский врач. В 1908—1909 годах был членом Государственного совета Российской империи.
Племянник Евгения Ивановича и Василия Ивановича Афанасьевых.

## Биография
Родился 15 (27) января 1859 года в Ливнах Орловской губернии.
В 1882 году окончил Военно-медицинскую академию и был оставлен при ней; занимался патологической анатомией и бактериологией. В 1885 году получил степень доктора медицины за диссертацию: «О патолого-анатомических изменениях в тканях животного организма при отравлении бертолетовой солью».
С 1887 по 1890 годы служил военным врачом в Киеве и работал в лаборатории проф. В. В. Подвысоцкого. В 1890 году был командирован на год за границу для усовершенствования в патологии и бактериологии. По возвращении из-за границы был назначен прозектором в петербургский Николаевский военный госпиталь, а затем прозектором Военно-медицинской академии при кафедре патологической анатомии. В том же году был избран приват-доцентом Военно-медицинской академии по патологической анатомии.
В 1894 году был назначен ординарным профессором общей патологии и патологической анатомии в Юрьевский университет. 
В 1896 году он первым в университете стал систематически читать курс по бактериологии. С 1911 года — декан медицинского факультета Юрьевского университета. 
В 1908—1909 годах — член Государственного совета.
В 1918 году эвакуированные в Россию преподаватели Юрьевского университета стали преподавать в созданном в Воронеже университете; В. А. Афанасьев с 1918 по 1930 годы был профессором Воронежского университета, заведующим кафедрой патологической анатомии медицинского факультета университета.
Научные интересы В. А. Афанасьева: изучение гистогенеза туберкулёзных бугорков, септицимии, новообразований, эндокринных заболеваний, атеросклероза. Интересовался также вопросами бактериологии. Был активным защитником фагоцитарной теории И. И. Мечникова. Под его руководством было выполнено более 70 работ.
С 7 июня 1932 года — почётный доктор медицинских наук Тартуского университета.
Погиб 12 июня 1942 года при бомбардировке Воронежа.
В Государственном архиве Воронежской области имеется личный фонд Афанасьева (ГАВО. — Ф. Р-33. — Оп. 3. — Д. 2).